# Jian’an
Pour l’article homonyme, voir District de Jian'an.
L'ère Jian'an, ou Tsien-an (196- février 220) (chinois traditionnel et simplifié : 建安 ; pinyin : Jiàn’ān ; litt. « fondation de la paix ») est la cinquième ère chinoise de l'empereur Xiandi de la dynastie Han.
Le nom de cette ère a été reprise pour nommer un style de poésie chinoise née à cette époque : le style jian'an, initié par le Premier ministre Cao Cao et repris par ses fils, l'empereur Cao Pi et Cao Zhi.
Lors de la vingt-cinquième année de Jian'an (mars 220), l'empereur Xiandi déclara une nouvelle ère (l'ère Yankang) cependant Liu Bei dans son propre système d'ère de la dynastie Shu-Han continua d'utiliser l'ère Jian'an jusqu'à sa vingt-sixième année avant de déclarer l'ère Zhangwu en 221, instaurant son propre système d'ère.

## Chronique
1re année (196)
- 7e mois (mi-août à mi-septembre) : l'empereur Xiandi est rapatrié à Luoyang.
- 8e mois (mi-septembre à mi-octobre) : Cao Cao fait déplacer la capitale à Xuchang.

5e année (200)
- Cao Cao bat Yuan Shao à la bataille de Guandu.
- Sun Ce meurt. Son frère Sun Quan prend sa succession.

13e année (208)
- 6e mois (juillet) : Cao Cao fait abolir l'institution des Trois ducs et instaure la charge de Premier ministre. Le jour du guisi (9 juillet) il se fait proclamer Premier ministre.
- 12e mois (janvier 209) : La coalition entre Liu Bei et Sun Quan vient à bout de Cao Cao à la bataille de la Falaise Rouge.

18e année (213)
- 5e mois, jour du bingshen (16 juin) : Cao Cao se fait proclamer duc de Wei.

19 année (214)
- Liu Bei attaque Liu Zhang et prend possession de la province de Yi.
- 21e année (216) :
- 4e mois, jour du jiawu (29 mai) : Cao Cao se fait proclamer roi de Wei.

24e année (219)
- En été, Liu Bei prend possession de Hanzhong et en automne se fait proclamer roi de Hanzhong.

25e année (220)
- 1er mois, jour du gengzi (15 mars) : Cao Cao meurt. Son fils Cao Pi lui succède.
- 3e mois (fin avril, début mai) : l'empereur Xiandi fait proclamer l'ère Yankang. Cependant Liu Bei utilise toujours l'ère Jian'an dans son propre système d'ère.
- 10e mois, jour du xinwei (11 décembre) : Cao Pi dépose l'empereur Xiandi, mettant fin à la dynastie des Han orientaux.

26e année (221)
- 4e mois (fin avril, début mai) : Liu Bei se proclame empereur du Shu et proclame l'ère Zhangwu.

| Jian'an                | 1re année | 2de année | 3e année | 4e année | 5e année | 6e année | 7e année | 8e année | 9e année | 10e année |
| ---------------------- | --------- | --------- | -------- | -------- | -------- | -------- | -------- | -------- | -------- | --------- |
| Calendrier julien      | 196       | 197       | 198      | 199      | 200      | 201      | 202      | 203      | 204      | 205       |
| Calendrier sexagésimal | Bingzi    | Dingchou  | Wuyin    | Jimao    | Gengchen | Xinsi    | Renwu    | Guiwei   | Jiashen  | Yiyou     |

| Jian'an                | 11e année | 12e année | 13e année | 14e année | 15e année | 16e année | 17e année | 18e année | 19e année | 20e année |
| ---------------------- | --------- | --------- | --------- | --------- | --------- | --------- | --------- | --------- | --------- | --------- |
| Calendrier julien      | 206       | 207       | 208       | 209       | 210       | 211       | 212       | 213       | 214       | 215       |
| Calendrier sexagésimal | Bingxu    | Dinghai   | Wuzi      | Jichou    | Gengyin   | Xinmao    | Renchen   | Guisi     | Jiawu     | Yiwei     |

| Jian'an                | 21e année | 22e année | 23e année | 24e année | 25e année | 26e année |
| ---------------------- | --------- | --------- | --------- | --------- | --------- | --------- |
| Calendrier julien      | 216       | 217       | 218       | 219       | 220       | 221       |
| Calendrier sexagésimal | Bingshen  | Dingyou   | Wuxu      | Jihai     | Gengzi    | Xinchou   |